# 徳島東宝
徳島東宝（とくしまとうほう）は、徳島県徳島市籠屋町の籠屋町商店街にあった東宝系列の映画館。

## データ
| 代                    | 所在地（徳島県徳島市） | 観客定員数                        |
| --------------------- | ---------------------- | --------------------------------- |
| 初代 （1946 - 1971）  | 籠屋町1丁目43          | 750席 （1955年時点）              |
| 2代目 （1971 - 2006） | 籠屋町1丁目30          | 徳島東宝：276席 東宝シネマ：122席 |

## 略歴・概要
1946年4月、徳島県徳島市籠屋町1丁目43に徳島東宝劇場として設立される。戦後間もないこの年の徳島市は映画館の開館ラッシュで、当館と同月には徳島平和劇場（蔵本町）と徳島第一劇場（東新町）がオープン。同年8月には徳島会館（南新町）、12月には徳島名劇（東新町）が相次いで開業している。
1971年、籠屋町1丁目30にダイエー徳島店がオープンすることに伴い、同年6月18日、同店5階に徳島東宝・東宝シネマの2スクリーン体制で再オープン。千代田劇場→日劇東宝→日劇2で上映される邦画の大作・話題作専門の東宝に対し、東宝シネマは主に洋画を中心に上映していた。
21世紀に入ると徳島県では板野郡北島町にシネマサンシャイン北島がオープン。同県初のシネマコンプレックス誕生が引き金となって徳島市では2002年3月にOSグランド、2003年6月に徳島東映、2004年3月に徳島松竹、2005年9月に徳島平和劇場が相次いで閉館に追い込まれる。平和劇場閉館から2か月後の同年11月27日にダイエー徳島店が閉店すると、翌2006年1月27日に徳島東宝2スクリーンが完全閉館し、60年に及ぶ歴史に幕を閉じた。跡地には2009年5月に高層マンション「アルファステイツ新町」が竣工し、現在（2021年）に至る。